# Cantó de Sanhas
Sanhas és un cantó francès del departament del Cantal, a la regió d'Alvèrnia-Roine-Alps. Està inclòs en el districte de Mauriac, el cap cantonal és Sanhas, és format per 12 municipis:
- Antinhac
- Bassinhac
- Champanhac
- Madic
- La Monselie
- Le Monteil
- Sanhas
- Saint-Pierre
- Sauvat
- Vebret
- Veyrières
- Ydes

## Història
| Data d'elecció                           | Identitat       | Partit  | Qualitat |
| ---------------------------------------- | --------------- | ------- | -------- |
| 1900-1922                                | Antonin Béal    | radical |          |
| 1923-1963                                | Alfred Basset   | radical |          |
| 1963-1976                                | Paul Espinasse  | CNIP    |          |
| 1976-2008                                | Roger Besse     | RPR     |          |
| 2008-                                    | Stéphane Briant | MoDem   |          |
| les dades anteriors no són pas conegudes |                 |         |          |
|                                          |                 |         |          |

## Demografia
| 1962  | 1968  | 1975  | 1982  | 1990  | 1999  | 2007  |
| ----- | ----- | ----- | ----- | ----- | ----- | ----- |
| 6.388 | 7.044 | 6.586 | 6.646 | 6.562 | 6.223 | 5.945 |